# Ліпляве
Ліпля́ве — село в Україні, у Черкаського району Черкаської області, центр Ліплявської сільської громади. Розташоване на лівому березі Дніпра за 15 км на схід від міста Канів. У селі діє залізнична станція Ляплява.
Загальна площа села — 592 га, під забудовою та присадибними ділянками — 61 га; протяжність доріг — 47 км з них з твердим покриттям — 17 км, водогін — 2,8 км.

## Історія

### Походження назви
Є дві гіпотези щодо походження назви села:
- Від способу будівництва хат, які наче ліпили з глини, а отже від слова «ліпити».
- Від прізвища родини Лепленських (Липлянських), які мали маєтності в цьому селі.

Друга версія здається малоймовірною, оскільки перші культурні поселення на території села датуються принаймні IV—V століттях, а X століття Ліпляве вже відігравало значну роль в охороні південних рубежів Київської Русі. Перша письмова згадка щодо відношення Лепленських до села датується лише 1578 роком в Руській метриці «Реєстри документів Коронної канцелярії для українських земель». Крім цього, у той час знатні роди брали собі прізвища від населених пунктів, де вони мали маєтності, а не навпаки.

### Стародавні часи
Поселення відноситься до давніх. Про це свідчать археологічні розкопки, у результаті яких виявлено рештки земляних споруд. Одна із них відома під назвою «Даладаєва городка». Було виявлено також 79 могил «Ліплявського могильника», 150 курганів і встановлено, що це поховання на «древньому» горизонті і в ямах. У них були знайдені ножі, кресала, уламки глиняного посуду, намисто, сережки, одну срібну монету князя Володимира Святославича з зображенням тризуба. Недалеко від села проходили оборонні рубежі скіфської доби.
Село відоме із часів Київської Русі як слов'янський городок в межах якого розташовувалися «змієві вали» — свого роду фортифікаційні споруди збудовані на межі IV—V століть. Академік Борис Рибаков відносить заснування міста-фортеці з абсолютно непрозорою, загадковою назвою Ліпляве до кінця X століття, яке з півдня прикривало підхід до Зарубинецького броду — єдиної пішої переправи на всьому протязі Дніпра.

### XIII—XVII століття
За часів Київської Русі поселення належало до Переяславського князівства. З 1245 року під контролем Золотої Орди, а 1363 року село переходить до Великого князівства Литовського у складі удільного Київського князівства, а після його ліквідації у 1471 році у складі Київського воєводства. Після Люблінської унії у 1569 році у складі Речі Посполитої.
1578 року Лепленські Богуш та Іван отримали королівське підтвердження на маєтності в Київському повіті. Леплява в інвентарі 1622 року Канівського староства зазначено як село з 3 посполитами і 3 підсусідками, інші козаки, там же млин в одне коло. 1643 року скарга від Леплянського на ксьондза Єльця про 15 000 злотих і на заставу даних. Леплянський притягувався у 1646 році ксьондзом Єльцом про недотримання контракту про село Стара Леплява. 1646 року — двір у Лепляві Каспра Жабокрицького.

### XVII—XVIII століття
У XVI—XVII століттях це козацьке містечко, що складалося із хуторів, розташованих серед лісів та заболоченої місцевості лівобережжя.
1625 року, після підписання Курукувської угоди і заснування Канівського полку, село входить до нього як центр однойменної сотні. Жителі села брали участь у визвольній війні середини XVII століття. За умовами Зборівського договору 18 серпня 1649 село було центром сотні (сотник Фесько Богданенко) у складі Канівського полку Козацької держави; внаслідок Андрусівської угоди у 1667 році відійшло до Переяславського полку. Традиційно тут поселялися козацькі старшини. Так, у 1672 році тут мешкав козацький сотник переяславського полку Семен Євфименко (Юхименко), ім'я якого згадується на сторінках «Статей конотопських». Звідси веде свій початок козацький рід Лівицьких, що за родинними переказами походив від наказного гетьмана Павла Полуботка. Відомо, що з XVIII століття тут жили відомі родини священиків Левицького та Данила Юркевича. По ревізії 1764 року в селі проживало 775 осіб.

### XVIII—XX століття
У січні 1782 року, в зв'язку з ліквідацією Гетьманщини Катериною II, село увійшло до складу Золотоніського повіту Київського намісництва з офіційним статусом позаштатного містечка. З 1796 року у складі Переяславського повіту Малоросійської губернії, а з 1802 року у складі Золотоніського повіту Полтавської губернії. В 1859 році в містечку мешкала 1 491 особа.
Під час революції 1905—1907 років на селі активно діяли селянські ватажки Бондаренко Кирило Прохорович та Боровик Григорій Семенович. Сподвижником Симона Петлюри в добу Української Революції 1917—1921 років був місцевий уродженець Лівицький Андрій Миколайович — міністр закордонних справ Української Народної Республіки.
Під час розкопок могильників біля села працівниками Полтавського історичного музею було знайдено срібник Володимира Святославовича ІІІ типу, дуже рідкісного штемпеля.

### Радянський період

#### Становлення радянської влади
На початку 1920 року, після чергового проголошення окупаційної радянської влади, першим головою сільської ради став Трохим Ількович Чаруха. Для поділу землі заможних селян між біднотою було створено комітет незаможних селян на чолі з Дмитром Карациком. У середині 1920-х років у селі була збудована залізниця. У 1920—1922 роках село було у складі Кременчуцької губернії, яка була створена Декретами ВУЦВК. З 1922 року Ліпляве знову у складі Полтавської губернії. 7 березня 1923 року президія ВУЦВКу прийняла постанову про новий адміністративно-територіальний поділ Полтавської губернії. Згідно з цією постановою ліквідовувався поділ губернії на повіти та волості і вводився новий — створювалися округи та райони. Таким чином Ліпляве увійшло до Гельмязівського району Золотоніського округу. 1925 року Золотоніський округ розформовано, а Гельмязівський район разом увійшов до складу Черкаського округу, який був ліквідований у 1930 році. З 1932 року село перебувало у складі Київської області. Встановлена кількість жертв під час голодомору в Україні 1932—1933 років в селі разом з хутором Діброва — 338 осіб. З 1937 року село перебувало у складі Полтавської області.

#### Друга Світова війна
У жовтні 1941 року відступали війська Південно-Західного фронту, які проходили через село. Під час однієї із сутичок з німцями на території села (на залізниці) 26 жовтня 1941 року загинув дитячий письменник Аркадій Гайдар, який перебував у партизанському загоні, що діяв у лісах біля села. Власне, діяльність самого загону, як такої, не було, загін фактично просто переховувався. Зокрема, Іван Василака, який до війни був головою місцевого колгоспу, ховався у партизанському загоні разом з дитячим письменником Аркадієм Гайдаром. Аркадій Гайдар був вбитий поліцаями (за іншою версією — німцями), що приїхали на чотирьох підводах з навколишніх сіл і влаштували засідку в кількох десятках метрів від залізничного переїзду, оскільки знали, що саме там залізничні шляхи будуть переходити совєтські партизани, які навідувались до жінки, що в Ліплявому займалась самогоноварінням. В хаті цієї жінки згодом було створено музей Гайдара. Кумедний факт: письменник-пропагандист Борис Ємєльянов відвідав Ліпляве і Келеберду для збору інформації про Голікова (справжнє прізвище Гайдара), при підготовці до написання біографічного роману. Ємєльянову сказали, що певні дані може надати селянин на прізвище Румина. Коли ж останнього попросили надати якісь відомості, Румина не церемонячись відповів, що вся «діяльність» Гайдара зводилась до того, що «ховались в лісі та по самогон забігали в село», на що Ємєльянов вдавано обурено відповів «Да что вы такое говорите!». На цьому збір інформації для майбутньої книги серед селян завершився.
З жовтня 1941 року по листопад 1943 року село було окуповане німецько-нацистськими загарбниками, та було включене до складу Золотоніського гебіту Київської генеральної округи Райхскомісаріату України. У роки Німецько-радянської війни загинуло 262 односельця, 81 учасник бойових дій нагороджений орденами і медалями. У братській могилі села поховано 425 осіб, з них — 6 Героїв Радянського Союзу. Серед них Х. В. Малик, А. Ю. Смоляков, Ібрагімов Тимурбек, О. О. Шалімов. На могилі встановлено пам'ятник.

#### Повоєнні роки
У 1951 році колгоспи, які були створені до війни, були об'єднані в одне господарство імені Гайдара. Головою колгоспу залишився Хваток (пропрацював головою колгоспу 18 років). Колгосп мав в користуванні 4200 га сільськогосподарських угідь, у тому числі 3000 га орної землі. Основний напрям господарства був зерновий та м'ясо-молочний.
Після утворення Черкаської області 1954 року села Гельмязівського району Полтавської області (Ліпляве, Озерище, Келеберда, Сушки, Прохорівка були адміністративно підпорядковані Черкаській області. У 1963 році Гельмязівський район було ліквідовано, а вищезазначені села спершу відійшли до Драбівського району, а з 4 січня 1965 року — до Канівського району.
На початку 1960-х років у селі було проведено електричне світло. Селяни самі закопували стовпи, велику допомогу надавали старшокласники. У середині 1960-х років у селі почали будувати водогінний канал. У 1965 році споруджено сучасне приміщення сільської ради. Наприкінці 1960 — на початку 1970-х років багато жителів села працювали на будівництві Канівської ГЕС, у цей час почалося будівництво контори Ліплявського лісництва. Збудовано сучасні магазини, кафе, асфальтовану дорогу до Канева.
Станом на 1972 рік в селі мешкало 2 620 осіб. На той час в селі діяли лікарня на 25 ліжок, аптека, амбулаторія, середня школа, сільський клуб на 200 місць, дві бібліотеки з книжковим фондом в 12,1 тисяч примірників, філія зв'язку, ощадна каса. В 1978 році було збудовано нове приміщення середньої школи. Стара школа, що існувала ще з 1913 року, була розібрана, а ділянки землі роздані жителям села.

## Населення
Згідно з переписом УРСР 1989 року чисельність наявного населення села становила 2413 осіб, з яких 1073 чоловіки та 1340 жінок.
За переписом населення України 2001 року в селі мешкало 2069 осіб. Населення села станом на 2009 рік — 1971 особа.

### Мовний склад
Рідна мова населення за даними перепису 2001 року:
| Мова       | Чисельність, осіб | Доля     |
| ---------- | ----------------- | -------- |
| Українська | 1 975             | 95,46 %  |
| Російська  | 87                | 4,20 %   |
| Вірменська | 6                 | 0,29%    |
| Білоруська | 1                 | 0,05 %   |
| Разом      | 2 069             | 100,00 % |

## Сучасність
На території села діють різні організації та установи, серед них: СТОВ «Урожай», який займається вирощуванням зернових, Ліплявське лісництво, філія ВАТ «Птахофабрика Миронівська», яка займається вирощуванням та відгодівлею птиці. Нині в селі функціонують дільнична лікарня, амбулаторія, залізнична станція Ліпляве, відділення зв'язку, аптека, філіал Ощадбанку.

## Пам'ятки
- Гайдарове — ботанічний заказник місцевого значення.
- Максим — ландшафтний заказник місцевого значення.

## Поезія
Українська поетеса Ліна Костенко в історичному романі «Берестечко», згадує Ліпляве в рядках:
|  | О Дар-Надія! Ждани та Бояни. Іркліїв. Мліїв. Злобин. Веремій. Великий Стидин. Халеп'я. Холоп'є! Ліпляве, братолюбних Балаклій. А он і Київ. Подивись — та пильно. Моя Вкраїно, ти це чи не ти? |

## Відомі люди
З XVIII століття тут мешкали відомі родини священиків Левицького та Данила Юркевича.
У 1826 році в селі народився майбутній філософ-ідеаліст, педагог із світовим ім'ям Юркевич Памфіл Данилович. Вчений вважав єдиним джерелом знання Біблію, у науці впроваджував ідею «філософії серця» як один із напрямків християнської етики. У 1861 році Панфіл Данилович стає професором Московського університету, у цей період його учнем був майбутній російський філософ Володимир Соловйов.
1879 року на хуторі Красний Кут поблизу села народився Лівицький Андрій Миколайович, з 1926 року він стає президентом Державного Центру Української Народної Республіки в еміграції, на цій посаді він і помер у 1954 році в Німеччині. Його донька Наталія Лівицька-Холодна — видатна українська поетеса в діаспорі, творчість якої сьогодні вивчають у школах та університетах України.
З селом пов'язаний Неверовський Дмитро Петрович — генерал, герой війни 1812 року. На залізниці в Ліплявому загинув радянський письменник Гайдар Аркадій Петрович.
Уродженці села:
- Герман Володимир Миколайович (1980—2022) — старший солдат Збройних Сил України, учасник російсько-української війни.
- Мойсіяха Андрій ( 1887 - після 1965 р.м. Чикаго) - старшина армії УНР. У 1928 році закінчив Українську господарську академію в Подєбрадиах з титулом інженера. 1939 року вступив в лави Карпатської Січі. Брав участь в Перші світовій війні. Закінчив Віленське військове училище. Останнє звання в РІА підпоручник.